# Body Melt
Body Melt és una pel·lícula independent de ciència-ficció comèdia negra i horror corporal australiana de 1993 dirigida per Philip Brophy i escrita per Brophy i Rod Bishop. Brophy i Bishop són ex-membres del grup art punk → ↑ →. La parella també va compondre la banda sonora de la pel·lícula.

## Argument
Els residents de Pebbles Court al suburbi de Homesville a Melbourne són els subjectes de prova desconeguts d'una nova varietat de píndoles de suplements dietètics "Vimuville" que arriben gratuïtament a les seves bústies. Les píndoles estan dissenyades per produir el millor humà sa, però tenen efectes secundaris inesperats, com ara al·lucinacions i mutacions.
Malgrat els intents fets per advertir la gent del poble d'un subjecte de prova anterior, que ara està experimentant una ràpida decadència cel·lular, arriba massa tard i xoca el seu cotxe i és assassinat per uns tentacles que li creixen de la gola. Les píndoles són consumides pels residents i produeixen carn liquada, llengües allargades, estómacs que exploten, penis explosius, caps que implosionen, naixements monstruosos, tentacles que creixen de la cara, moc viu. placenta sensible i altres mutacions horripilants. En última instància, cada cop més residents de Pebbles Court muten o moren de mort horrible, fins que gairebé tots els personatges han estat transformats.

## Repartiment
- Gerard Kennedy com a Det. Samuel Phillips
- Andrew Daddo com a Johnno
- Ian Smith com el Dr. Carrera
- Regina Gaigalas com a Shaan
- Vincent Gil com a Pud
- Neil Foley com a Bab
- Anthea Davis com a Slab
- Matthew Newton com a Bronto
- Lesley Baker com a Mack
- Amy Grove-Rogers com a vella
- Adrian Wright com a Thompson Noble
- Jillian Murray com Angelica Noble
- Ben Geurens com a Brandon Noble
- Amanda Douge com a Elloise Noble
- Brett Climo com a Brian Rand
- Lisa McCune com Cheryl Rand
- Nick Polites com a Sal Ciccone
- Maurie Annese com a Gino Argento
- William McInnes com a Paul Matthews
- Suzi Dougherty com a Kate
- Bill Young com a Willie

## Producció
La pel·lícula es va rodar l'octubre i novembre de 1992.

## Recepció crítica
- Time Out va escriure: "Malgrat la seva preocupació emètica per l'explosió d'estómacs i fluids corporals, també hi ha una injecció liberal d'humor negre."[2]
- Face va descriure la pel·lícula com "Una sàtira tonta/intel·ligent sobre el feixisme de la salut. El tipus de pel·lícula que ja no fan."[3]
- Segons la revista Bloody Disgusting: «La pel·lícula és una sàtira d'una vida extremadament saludable»[4]
- PopHorror: "Els residents del pacífic Pebbles Court, Homesville, s'utilitzen sense saber-ho com a experiments de prova per a una nova droga corporal que provoca una ràpida descomposició corporal (pell fosa, etc.) i una mort dolorosa."[5]
- SBS Moves: "Una pel·lícula de terror desagradable, fastigosa, sangrienta i irònica".[6]

### Nominacions
| Premis                        | Categoria                            | Receptor                             | Resultat |
| ----------------------------- | ------------------------------------ | ------------------------------------ | -------- |
| AACTA Award (1993 AFI Awards) | Millor edició                        | Bill Murphy                          | Nominat  |
| AACTA Award (1993 AFI Awards) | Millor so                            | Philip Brophy                        | Nominat  |
| AACTA Award (1993 AFI Awards) | Millor so                            | Craig Carter                         | Nominat  |
| AACTA Award (1993 AFI Awards) | Millor disseny de vestuari           | Anna Borghesi                        | Nominat  |
| Premis Saturn                 | Millor llançament de vídeo de gènere | Millor llançament de vídeo de gènere | Nominat  |
| Festival de Cinema de Sitges  | Millor pel·lícula                    | Philip Brophy                        | Nominat  |

## Mitjans domèstics
Body Melt es va llançar en DVD amb una nova impressió per Umbrella Entertainment l'agost de 2006. El DVD és compatible amb tots els codis regionals i inclou funcions especials com ara el tràiler cinematogràfic original, tràilers de Umbrella Entertainment, un darrere. les escenes presentades amb el repartiment i l'equip i una galeria de guions.
El 25 de setembre de 2018, la pel·lícula va ser llançada en DVD i Blu-ray per Vinegar Syndrome.